# تاکومی هاما
تاکومی هاما (ژاپنی: 濱 託巳؛ زادهٔ ۱۱ سپتامبر ۱۹۹۶) یک بازیکن فوتبال اهل ژاپن است.
از باشگاه‌هایی که در آن بازی کرده‌است می‌توان به باشگاه فوتبال آزول کلارو نومازو اشاره کرد.